# Cryptanusia taiwanus
Cryptanusia taiwanus is een vliesvleugelig insect uit de familie Encyrtidae. De wetenschappelijke naam is voor het eerst geldig gepubliceerd in 2003 door Chen & Chen.